# Eclissi solare del 10 maggio 1994
L'eclissi solare del 10 maggio 1994 è un evento astronomico che ha avuto luogo il suddetto giorno attorno alle ore 17.12 UTC.  L'eclissi, di tipo anulare, è stata visibile in alcune parti dell'Europa, del Nord America (Canada e USA), dell'Africa (Marocco) e dell'Oceano Pacifico. L'eclissi del 10 maggio 1994 è stata la prima eclissi solare nel 1994 e la 213ª nel XX secolo. La precedente eclissi solare si è verificata il 13 novembre 1993, la seguente il 3 novembre 1994.
L'ombra lunare sulla superficie terrestre ha raggiunto una larghezza di 230 km e l'eclissi è durata 6 minuti e 13 secondi.

## Percorso e visibilità
L'evento si è manifestato all'alba locale nell'Oceano Pacifico a circa 1.100 chilometri a sud-est dell'isola di Hawaii; in seguito la pseudo umbra della luna si è spostata a nord-est attraverso il Messico nord-occidentale, diagonalmente attraverso gli Stati Uniti, nella contea di Fulton, in Ohio, raggiungendo il punto di massima eclissi. Lambendo il confine sud-est del Canada ha attraversato l'Atlantico in direzione sud-est arrivando in territorio portoghese nella Regione Autonoma delle Azzorre. Entrando nel continente africano è terminato al tramonto attraversando un breve tratto del Marocco, compresa la capitale Rabat.

## Osservazioni a fini scientifici
L'istituto Lyndon B. Johnson Space Center della NASA ha studiato l'eclissi suddividendo su gruppi a El Paso, Texas;Tulsa, Oklahoma e Olathe in Kansas.

## Eclissi correlate

### Eclissi solari 1993 - 1996
Questa eclissi è un membro di una serie semestrale. Un'eclissi in una serie semestrale di eclissi solari si ripete approssimativamente ogni 177 giorni e 4 ore (un semestre) in nodi alternati dell'orbita della Luna.

### Ciclo di Saros 128
Questa eclissi è un membro del ciclo 128 di Saros, che include 73 eclissi che si verificano a intervalli di 18 anni e 11 giorni. La serie iniziò con un'eclissi solare parziale il 29 agosto 984 d.C. Dal 16 maggio 1417 al 18 giugno 1471 la serie produsse eclissi solari totali, seguite da eclissi solari ibride dal 28 giugno 1489 al 31 luglio 1543 ed eclissi solari anulari dall'11 agosto 1561 al 25 luglio 2120. La serie termina al membro 73 con un'eclissi parziale il 1º novembre 2282. Tutte le eclissi in questa serie si verificano nel nodo discendente della Luna.